# Shiru bu Shiding
Shiru bu Shiding (識汝不識丁S, titolo internazionale Love is More Than a Word) è una webserie cinese rilasciata dal 12 settembre al 25 settembre 2016 da Youku. La serie è basata su un'omonima novel scritta nel 2015 da Su Youbing ed è stata cancellata dopo 12 episodi, per volontà del governo cinese, a causa dei contenuti omosessuali presenti in essa.

## Trama
Tao Mo è un giovane analfabeta non istruito che vuole fare qualcosa di buono in onore del suo defunto padre e per questo acquista una posizione da magistrato nella piccola contea di Tanyang. Tanyang è ben nota per aver ospitato numerosi avvocati tra cui due dei migliori avvocati del paese, Lin Zheng Yong e Yi Chui. Tao Mo si innamora al primo sguardo di Gu She, uno dei discepoli di Yi Chui. Gu è un giovane avvocato intelligente e istruito, anche se arrogante e narcisista, che inizialmente non mostra alcun interesse nei confronti di Tao Mo. Tuttavia l'onestà con cui Tao Mo giudica e gestisce i casi finisce per richiamare l'attenzione di Gu e, gradualmente, tra loro si sviluppa una relazione romantica.

## Personaggi
- Tao Mo, interpretato da Jiang Zi-le
È un giovane analfabeta ma con un buon cuore. Diventa magistrato della piccola contea di Tanyang, dopo aver comprato l'incarico, nella speranza di diventare un uomo colto in onore del padre defunto (che fu giustiziato ingiustamente tre anni fa). Nonostante il suo basso livello d'istruzione si distingue per l'equità nei giudizi emessi.
- Gu She/Gu Xian-zhi, interpretato da Yan Zi-dong
È un giovane avvocato intelligente ed educato, ma anche arrogante, narcisista e introverso. Durante la storia viene rivelato che è in realtà figlio del primo ministro e si è stabilito a Tanyang nel tentativo di fuggire dalla corte imperiale. Durante la serie si scopre che aveva un fratello gemello, Lian Jian, che è stato giustiziato insieme al padre di Tao Mo tre anni prima.
- Hao Guo-zi, interpretato da Lu Zhuo
È il servo di Tao Mo. Avido e iperattivo ha scontri costanti con Gu Xiajia. Tuttavia la loro relazione migliora nel corso della serie.
- Gu Xia-jia, interpretato da Myron
È il servo di Gu She. Come il suo padrone ha un atteggiamento serio e riservato.
- Lao Tao, interpretato da Lee Tien-chu
È un uomo di mezza età saggio e attento ed era un servitore del padre di Tao Mo. Dopo la morte del suo signore si è didicato a servire lealmente Tao Mo. Durante la serie viene rivelato che in passato aveva una posizione importante nella corte imperiale.
- Duanmu Hui-chun, interpretato da Liao Jin-feng
È un misterioso ed enigmatico giovanotto che appare nella serie come un vecchio amico di Lao Tao.
- Cui Jiong, interpretato da Zhang Hao-ran
È il ragioniere di Tanyang, un uomo scaltro e ambizioso.
- Chen Jing, interpretato da Sun Qian
- Cai Feng-yuan, interpretato da Jiang Long
- Chen Wen-di/imperatore della Cina, interpretato da Kong Chui-nan

## Censura
La serie originariamente doveva essere composta da ventotto episodi che furono abbreviati a dodici dopo che la National Radio and Television Administration of China (NRTA) bandì la trasmissione a causa dei rapporti omosessuali presenti al suo interno lasciando molte trame non finite e irrisolte. In segno di protesta il regista ha inserito nell'ultimo episodio la scena del matrimonio tra i due protagonisti che originariamente era prevista per essere inclusa alla fine della storia.